# Cathedral Caves (Neuseeland)
Die Cathedral Caves sind einige touristisch erschlossene Küstenhöhlen in den Catlins auf der Südinsel Neuseelands. Sie liegen in der Nähe der  Touristenstraße Southern Scenic Route am Nordende des Waipati Beach, südlich von Tautuku. Die zwei größten Höhlen sind untereinander verbunden, eine von ihnen erreicht eine Höhe von 30 Metern.
Der Zugang der unmittelbar an der Küste gelegenen Höhlen ist nur bei Ebbe möglich. Für den Zugang über den größtenteils auf privatem Land befindlichen Zugangsweg wird eine Gebühr erhoben.